# Philip Weilbach
Philip Weilbach, né le 5 août 1834 à Usserød et mort le 22 novembre 1900 à Copenhague, est un historien de l'art et encyclopédiste danois. Il est surtout connu pour son travail de pionnier dans les premières éditions du dictionnaire biographique, Weilbachs Kunstnerleksikon.

## Biographie

### Jeunesse
Fils de Johan Philip Weilbach, qui dirige une fabrique de vêtements à Usserød, au nord de Copenhague, Philip Weilbach obtient son diplôme de l'école Borgdyd sur l'île de Christianshavn à Copenhague en 1852. Il étudie ensuite l'esthétique et l'histoire de l'art, mais ne passe pas d'examens finaux. De 1860 à 1862, il se trouve à Rome comme secrétaire du consul danois et devient membre de l'Association scandinave

### Carrière
De retour au Danemark, il publie De berømte Broncedøre for Hovedindgangen til Baptisteriet i Florens, udførte af Lorenzo Ghiberti (1862) sur les portes en bronze de Lorenzo Ghiberti dans le baptistère de la cathédrale de Florence. Il assiste le critique littéraire Clemens Petersen et également se lie d'amitié avec l'auteur norvégien Bjørnstjerne Bjørnson pendant un certain temps, ce qui donne lieu en 1870 à un recueil d'articles qu'il publie sous le titre Konst og Æsthetik (Art et Esthétique). En 1872, il écrit une biographie du peintre Christoffer Wilhelm Eckersberg intitulée Maleren Eckersbergs Levned og Værker.
En 1883, il succède à Julius Lange comme secrétaire de l'Académie royale danoise et devient également bibliothécaire de l'institution, poste qu'il conserve jusqu'à la fin de sa vie ,.
Si son travail de critique est moins remarquable que celui de Lange, ses contributions à l'histoire de l'architecture sont plus réussies. Parmi celles-ci, citons Hvem har bygget Frederiks Hospital? (Qui a construit l'hôpital Frederik ?) en 1899 et En bygning af Harsdorff i Trondhjem (Un bâtiment de Harsdorff à Trondheim) en 1901. Cependant, on se souvient surtout de son travail sur la première et la deuxième série du dictionnaire biographique des artistes et des architectes danois, connu sous le nom de Weilbachs Kunstnerleksikon, publié pour la première fois en 1877-1878 et de nouveau en 1896-1897. Ces travaux s'appuient sur un riche matériel de base ainsi que sur des sources d'archives et comprennent des contributions personnelles d'artistes qui vivent encore à l'époque. En 1892, Philip Weilbach devient Chevalier de l'Ordre du Dannebrog.

### Vie privée

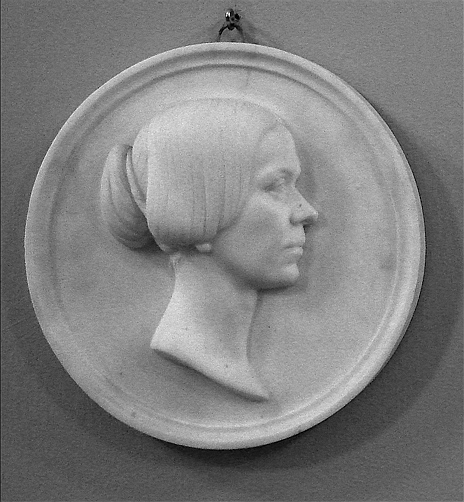
Cæcilie Adolfine Weilbach (née Ammitzbøll), médaillon en marbre de Vilhelm Bissen, Bibliothèque d'art danois, Copenhague.

Philip Weilbach épouse le 19 mars 1886 Emma Emilie Frederikke Dreyer (14 janvier 1851 - 24 mars 1900), fille du marchand et consul à Helsingør Carl Frederik August Dreyer (1820-1904) et de Juliane Louise Wilhelmine Becker (1825-1900). Le mariage est par la suite rompu.
Il épouse en secondes noces Cæcilie Adolfine Ammitzbøll (1826-1883), fille de Hans Henrich Ammitzbøll (1786-1831) et de Marie Sophie Ammitzbøll (1793-1853). Ils ont cinq enfants : Philip Biørnstierne Weilbach, Fderik Immanuel Weilbach,a Cl Valdemar Weilbach, Dagmar Charlotte Weilbach et Niels Olaf Weilbach.

## Distinctions
- Chevalier de l'ordre de Dannebrog (1892)